# Telluromètre (géodésie)
Pour les articles homonymes, voir Telluromètre.

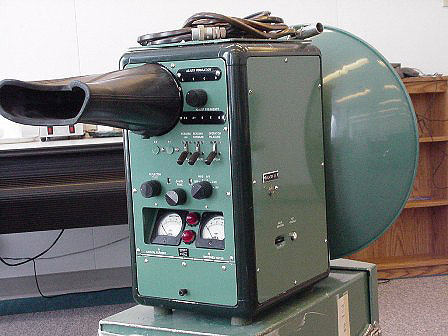
Telluromètre

Le telluromètre est un appareil comportant deux balises émettrices-réceptrices. Cet appareil est inventé par Trevor Wadley (en) en 1956.

## Principe
En mesurant le temps mis par les ondes électromagnétiques pour passer d'une balise à l'autre, la distance entre les deux balises est calculée.
Il permet de mesurer des distances de plusieurs dizaines de kilomètres de façon quasi instantanée.